# Kenyeri reptér
Kenyeri reptér este o arie protejată (arie specială de conservare — SAC, sit de importanță comunitară — SCI) din Ungaria întinsă pe o suprafață de 698,76 ha, integral pe uscat.

## Localizare
Centrul sitului Kenyeri reptér este situat la coordonatele 47°22′06″N 17°08′41″E / 47.368333°N 17.144722°E.

## Înființare
Situl Kenyeri reptér a fost declarat sit de importanță comunitară în mai 2004 pentru a proteja 5 specii de animale. Situl a fost protejat și ca arie specială de conservare în februarie 2010.

## Biodiversitate
Situată în ecoregiunea panonică, aria protejată conține 2 habitate naturale: Pajiști stepice panonice pe loess, Păduri panonice-balcanice de stejar turcesc - stejar sesil.
La baza desemnării sitului se află mai multe specii protejate:
- mamifere (2): dihor de stepă (Mustela eversmanii), popândău (Spermophilus citellus)
- nevertebrate (3): croitorul mare al stejarului (Cerambyx cerdo), fluturele de noapte (Eriogaster catax), rădașcă (Lucanus cervus)

Pe lângă speciile protejate, pe teritoriul sitului au mai fost identificate 5 specii de plante.